# لورنس هارتنت
لورنس هارتنت (بالإنجليزية: Laurence Hartnett)‏ هو شخصية أعمال أسترالي، ولد في 26 مايو 1898، وتوفي في 4 أبريل 1986.

## معرض صور

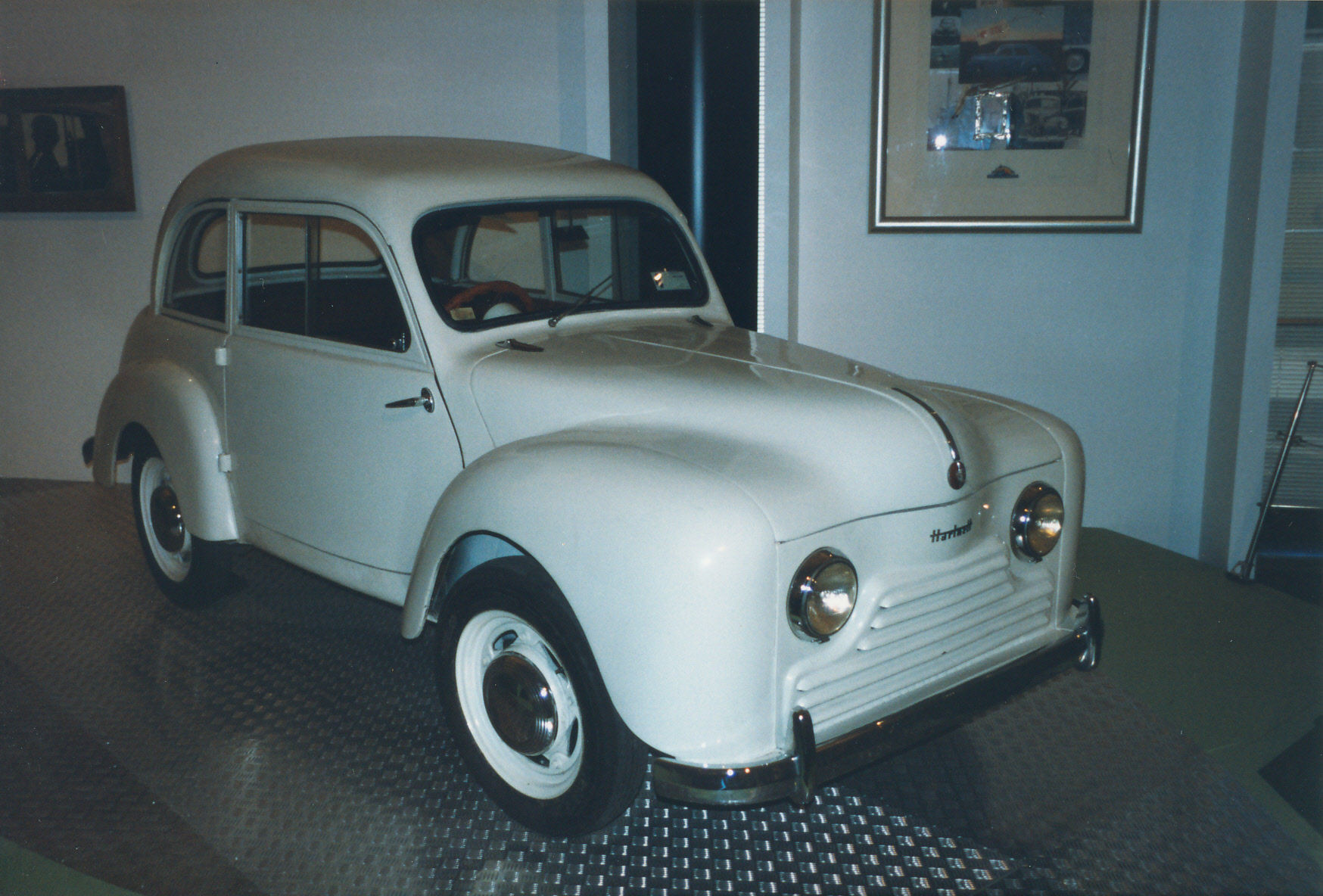
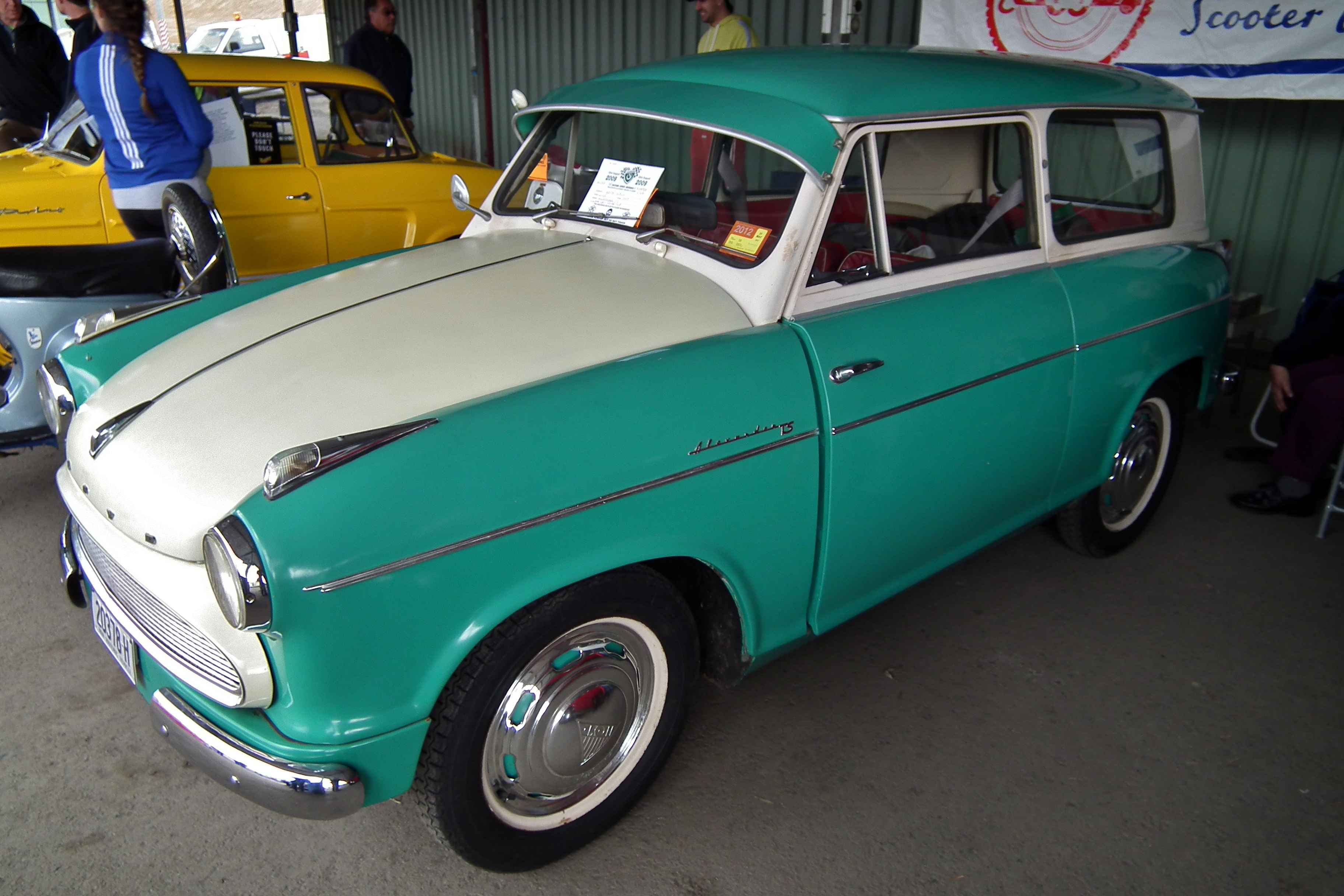
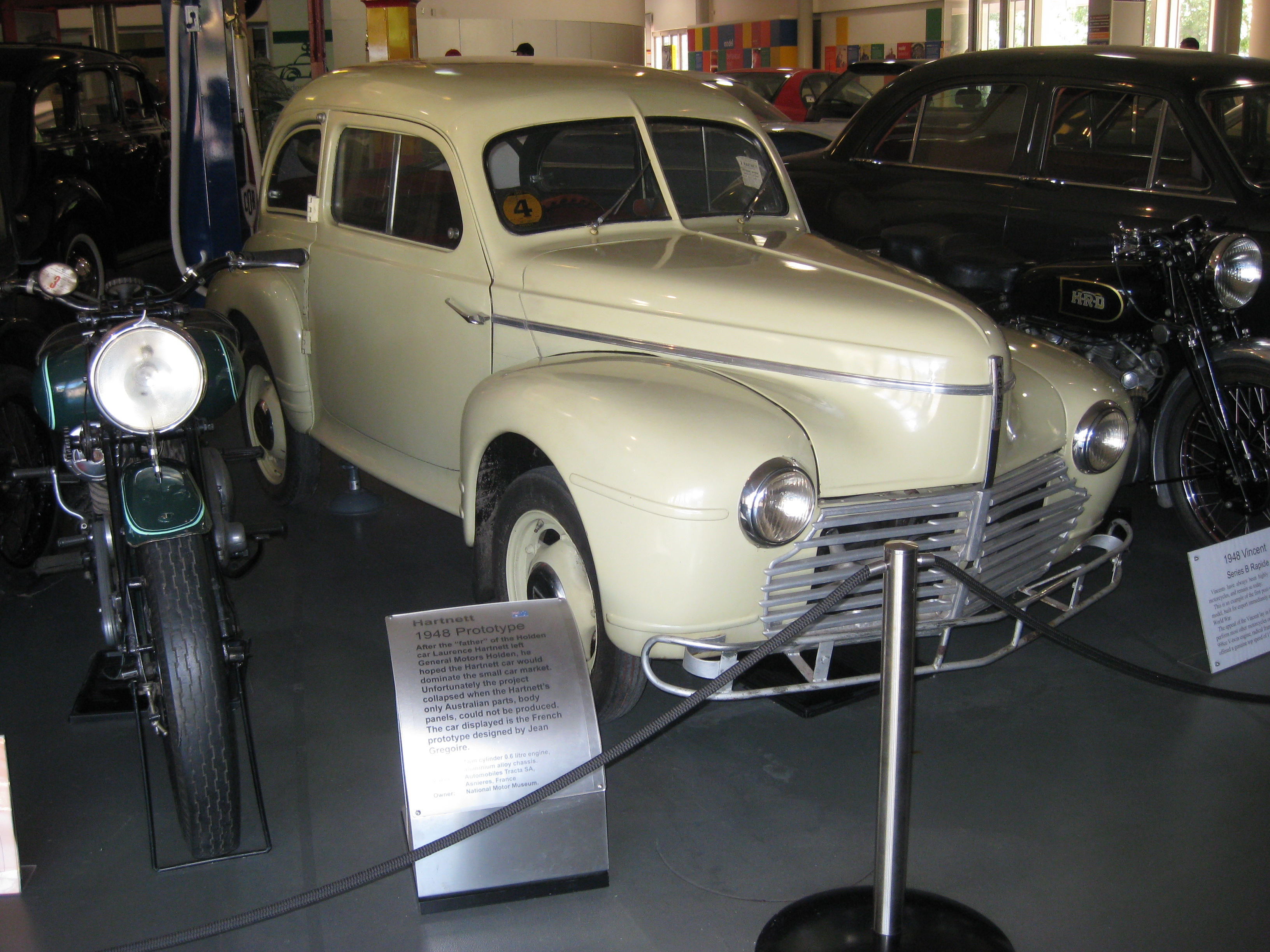